# Бэйкер, Дайан
Дайан Бэйкер (англ. Diane Baker, род. 25 февраля 1938) — американская актриса и продюсер, неоднократно номинировавшаяся на премии «Эмми» и «Золотой глобус».

## Жизнь и карьера
Дайан Кэрол Бэйкер родилась и выросла в Голливуде, штат Калифорния. Её мать была актрисой и появилась в нескольких фильмах братьев Маркс. В возрасте восемнадцати лет Бэйкер переехала в Нью-Йорк.
Подписав контракт со студией 20th Century Fox, Бэйкер дебютировала на большом экране в фильме 1959 года «Дневник Анны Франк», исполнив в нём роль Марго Франк, сестры главной героини. Позже она снялась в фильмах «Путешествие к Центру Земли» с Джеймсом Мэйсоном и «Все самое лучшее» с Хоуп Лэнг и Джоан Кроуфорд. После она снялась ещё в трех фильмах студии, таких как «Приключения молодого человека» (1962), «300 спартанцев» (1962) и «Девять часов» (1963). После расставания с она продолжала активно сниматься, появляясь в таких фильмах как «Нобелевская премия» с Полом Ньюманом, который принес ей номинацию на премию «Золотой глобус», и «Смирительная рубашка» с Джоан Кроуфорд. В 1964 году она снялась в фильме Альфреда Хичкока «Марни», а в следующем году сыграла главную роль в триллере «Мираж».
Начиная с семидесятых годов карьера Дайан Бэйкер становится менее успешной и она, в основном, появляется на телевидении. В 1976 году она открыла собственную производственную студию Artemis Productions, которая уже в следующем году выпустила телефильм для канала ABC. Бэйкер работала как продюсер, а в начале девяностых вернулась на большой экран исполняя роли второго плана в таких фильмах как «Молчание ягнят» (1991), «Двадцать долларов» (1993), «Сеть» (1995), «Кабельщик» (1996), «Мужество в бою» (1996) и «Убийство в Белом доме» (1997). В период между 2005—2012 годами она играла роль матери главного героя телесериала «Доктор Хаус».
Дайан Бэйкер никогда не была замужем, у неё нет детей.

## Фильмография

### Актриса
- 1959 — Дневник Анны Франк / The Diary of Anne Frank — Марго Франк
- 1959 — Путешествие к центру Земли / Journey to the Center of the Earth
- 1959 — Всё самое лучшее / The Best of Everything — Эйприл Моррисон
- 1960 — Багдадский чародей / The Wizard of Baghdad — принцесса Ясмин
- 1962 — Приключения молодого человека / Hemingway’s Adventures of a Young Man — Каролин
- 1962 — 300 спартанцев / The 300 Spartans — Элла, невеста Филона
- 1963 — Девять часов / Nine Hours to Rama — Шэйла
- 1963 — Нобелевская премия / The Prize — Эмили Стратман
- 1964 — Смирительная рубашка / Strait-Jacket — Кэрол Катлер
- 1964 — Делла / Della — Дженни Чеппелл
- 1964 — Марни / Marnie — Lil Mainwaring
- 1965 — Мираж / Mirage — Шела
- 1976 — Коломбо. Последний салют командору / Colombo. Last Salute to the Commodore — Джоанна Клей
- 2005—2012 — Доктор Хаус / House — Блайт Хаус